# Bulbophyllum divaricatum
Bulbophyllum divaricatum là một loài phong lan thuộc chi Bulbophyllum.